# Sueras
Sueras in castigliano e Suera in valenciano, è un comune spagnolo situato nella comunità autonoma Valenciana.